# Перро, Анни
Анни́ Перро́ (фр. Annie Perreault; род. 28 июля 1971 года, Виндзор, провинция Квебек) — канадская шорт-трекистка. Олимпийская чемпионка 1992 года в эстафете, олимпийская чемпионка и бронзовый призёр Олимпийских игр 1998 года на дистанции 500 метров и в эстафете. Она также является 4-кратной чемпионкой мира в эстафете и чемпионкой мира в команде 1991 года. Является младшей сестрой многократной чемпионки мира по шорт-треку Мариз Перро.

## Биография
Анни Перро стала кататься на коньках в три года, а в 6 лет вместе со старшей сестрой Мариз начала заниматься конькобежным спортом. В 1987 году она дебютировала на международной арене. В 1990 году на своём первом чемпионате мира в Амстердаме с командой заняла первое место в эстафете. В следующем году эстафетная команда вновь победила на чемпионате мира в Сиднее и на командном мировом чемпионате в Сеуле. До Олимпийских игр в Альбервилле она не была известна в Канаде, но после победы в эстафете вместе с Сильви Дэгль, Натали Ламбер, Иден Донателли и Анджелой Катроне её имя навеки было записано в Олимпийскую историю. Через месяц эта пятёрка выиграла очередную эстафету чемпионата мира в Денвере. В 1993 году она получила тяжелоё сотрясения мозга, перенесла много операции и не поехала на Олимпийские игры в Лиллехаммере. В 1997 году Энни снова в эстафете взяла золото в Нагано, а позже выиграла серебро на первенстве мира среди команд в Сеуле. В это она время работала ещё и бухгалтером.
За несколько месяцев до игр в Нагано ей сделали операцию на обеих голенях, но это не помешало выиграть Олимпийское золото на дистанции 500 метров 19 февраля 1998 года. Фаворитом на этой дистанции считались корейская спортсменка Чон Ли Гён, выигравшая три последних чемпионата мира, китаянка Ян Ян (A), победившая на 500 метров на последнем чемпионате и канадка Изабель Шаре, установившая мировой рекорд на этой дистанции годом ранее с результатом 44,867 сек. Так как Ян Ян (A) дисквалифицировали в четвертьфинале, то вся борьба развернулась в полуфинале, когда Изабель Шаре коньком сбила китаянку Ван Чуньлу и обе не попали в финал, а Чон Ли Гён сняли также в полуфинале. В финале А остались две участницы, китаянка Ян Ян (S) и сама Энни Перро, между которыми и пошла борьба. Перро победила и стала двукратной Олимпийской чемпионкой. Она первая и единственная Канадская шорт-трекистка выигравшая индивидуальную дистанцию. А потом в эстафете выиграла ещё и бронзу Олимпиады.
В том же 1998 году она была названа «Квебекской спортсменкой года» за достижения в спорте.
Спустя месяц на чемпионате мира в Вене Анни выиграла серебро на своей дистанции 500 метров. А чуть позже бронзу командного чемпионата мира в Бормио. Перро продолжала тренироваться, выиграла ещё несколько медалей на мировых турнирах, но в декабре 2000 года во время соревновании в Японии на неё упала другая спортсменка и порезала бедро. Травма оказалась тяжёлая, её срочно доставили в отделение неотложенной помощи, где наложили 150 швов. Весь 2001 год она пропустила. В 2002 году она выиграла две бронзы в эстафете на чемпионате мира в Монреале и в командном турнире в Милуоки. Последним её успехом было выступление на чемпионате мира 2003 года в в Варшаве, где была завоёвана серебряная медаль в эстафете. После она ушла совсем из спорта и вернулась к работе бухгалтера.

## Награды
- 1998 год — названа «Квебекской спортсменкой года» за достижения в спорте.
- 2018 год — введена в Зал спортивной Славы Шербрука